# Cratere Kamisunagawa
Kamisunagawa è un cratere sulla superficie di 25143 Itokawa.